# Nati nel 1775
| Questa pagina contiene informazioni ricavate automaticamente dalle voci biografiche con l'ausilio del template Bio e di un bot. L'aggiornamento è periodico e automatico e ricostruisce completamente la pagina. Se manca una persona in questa lista, sei pregato di non aggiungerla, ma accertati piuttosto che la sua voce biografica contenga il template Bio e che i dati anagrafici siano correttamente compilati. Se il template Bio manca, inseriscilo tu stesso o, in alternativa, metti l'avviso {{tmp\|Bio}} che ne segnala la mancanza. Se i dati riportati sono sbagliati, correggi direttamente la voce biografica; le modifiche saranno visibili in questa lista entro pochi giorni. Per chiarimenti vedi il progetto biografie. La lista contiene solo le 241 persone che sono citate nell'enciclopedia e per le quali è stato implementato correttamente il template Bio. Pagina aggiornata al 18 ago 2025. |

## Gennaio(17)
- 1º gennaio - Auguste Julien Bigarré, generale francese († 1838)
- 2 gennaio - Nicola Giuseppe Ugo, arcivescovo cattolico italiano († 1843)
- 4 gennaio - Carlo Tito di Borbone-Due Sicilie, principe († 1778)
- 6 gennaio - Auguste Jean Ameil, generale francese († 1822)
- 6 gennaio - Giuseppe Poerio, politico e patriota italiano († 1843)
- 8 gennaio - Felice Greco, vescovo cattolico italiano († 1840)
- 10 gennaio - Bajirao II, politico indiano († 1851)
- 13 gennaio - Gerardus Craeyvanger, musicista olandese († 1855)
- 13 gennaio - Stanisław Kostka Zamoyski, nobile e politico polacco († 1856)
- 13 gennaio - Agostino Timoleone di Cossé-Brissac, politico francese († 1848)
- 15 gennaio - Giosuè Sangiovanni, zoologo italiano († 1849)
- 20 gennaio - André-Marie Ampère, fisico francese († 1836)
- 21 gennaio - Manuel García, tenore, compositore e impresario teatrale spagnolo († 1832)
- 23 gennaio - Pietro Colletta, storico e generale italiano († 1831)
- 27 gennaio - Friedrich Schelling, filosofo tedesco († 1854)
- 28 gennaio - Charlotte Campbell, romanziera inglese († 1861)
- 30 gennaio - Walter Savage Landor, scrittore inglese († 1864)

## Febbraio(20)
- 3 febbraio - Maximilien Sébastien Foy, generale, politico e scrittore francese († 1825)
- 3 febbraio - Louis-François Lejeune, generale, pittore e litografo francese († 1848)
- 9 febbraio - Fabio Albertini, diplomatico e patriota italiano († 1848)
- 9 febbraio - Farkas Bolyai, matematico ungherese († 1856)
- 9 febbraio - Theodor Hell, scrittore tedesco († 1856)
- 10 febbraio - Ambrogio Fusinieri, scienziato italiano († 1853)
- 10 febbraio - Charles Lamb, scrittore, poeta e drammaturgo inglese († 1834)
- 12 febbraio - Antonio Bertoloni, botanico, naturalista e medico italiano († 1868)
- 12 febbraio - Louisa Adams, first lady statunitense († 1852)
- 12 febbraio - Charles Lloyd, poeta inglese († 1839)
- 12 febbraio - María Concepción Loperena, attivista colombiana († 1835)
- 12 febbraio - Jacinto de Romarate, militare e politico spagnolo († 1836)
- 15 febbraio - Celestino Spini, militare italiano († 1831)
- 18 febbraio - Thomas Girtin, pittore britannico († 1802)
- 19 febbraio - Giovan Battista Comolli, scultore italiano († 1831)
- 19 febbraio - Maurizio di Dietrichstein, nobile e militare austriaco († 1864)
- 20 febbraio - Guy-Victor Duperré, ammiraglio francese († 1846)
- 21 febbraio - Jean-Baptiste Girard, generale francese († 1815)
- 24 febbraio - Edward Seymour, XI duca di Somerset, nobile britannico († 1855)
- 26 febbraio - Adolf Stieler, cartografo tedesco († 1836)

## Marzo(10)
- 5 marzo - Adam Elias von Siebold, ginecologo tedesco († 1828)
- 9 marzo - Constance Mayer, pittrice francese († 1821)
- 10 marzo - Marc-Antoine Jullien de Paris, rivoluzionario, letterato e educatore francese († 1848)
- 12 marzo - Paolo Tosio, collezionista d'arte italiano († 1842)
- 21 marzo - Gaetano Marotta, patriota e politico italiano († 1854)
- 22 marzo - Armand Gouffé, poeta e compositore francese († 1845)
- 24 marzo - Pauline Auzou, pittrice francese († 1835)
- 24 marzo - Pierre Berthezène, generale francese († 1847)
- 24 marzo - Henry Sanfourche, militare francese († 1841)
- 30 marzo - Hieronymus von Colloredo-Mansfeld, generale austriaco († 1822)

## Aprile(19)
- 5 aprile - Giuseppe Renaud di Falicon, generale italiano († 1850)
- 5 aprile - Johann Nepomuk Rust, chirurgo tedesco († 1840)
- 7 aprile - Francis Cabot Lowell, imprenditore statunitense († 1817)
- 7 aprile - Filippo Rossi, fantino italiano († 1825)
- 8 aprile - Adam Albert von Neipperg, generale, politico e diplomatico austriaco († 1829)
- 10 aprile - Carl Wigand Maximilian Jacobi, psichiatra tedesco († 1858)
- 10 aprile - Giovanni Labus, politico, archeologo e epigrafista italiano († 1853)
- 12 aprile - Vito Nunziante, generale, politico e imprenditore italiano († 1836)
- 13 aprile - Adolph Henke, farmacologo e patologo tedesco († 1843)
- 19 aprile - Bonifacio Negri di Sanfront, generale italiano († 1837)
- 21 aprile - Alexander Anderson, incisore, illustratore e medico statunitense († 1870)
- 21 aprile - Edward Smith-Stanley, XIII conte di Derby, politico e naturalista inglese († 1851)
- 22 aprile - Pietro Frediani, scrittore e poeta italiano († 1857)
- 22 aprile - Georg Hermes, teologo e filosofo tedesco († 1831)
- 23 aprile - William Turner, pittore e incisore inglese († 1851)
- 25 aprile - Carlotta Gioacchina di Borbone-Spagna († 1830)
- 27 aprile - Pietro Ostini, cardinale e arcivescovo cattolico italiano († 1849)
- 27 aprile - Luís Teles da Silva Caminha e Meneses, militare e politico portoghese († 1828)
- 30 aprile - Guillaume Dode de la Brunerie, generale francese († 1857)

## Maggio(17)
- 1º maggio - Jacob Joseph Balthasaar Martinn, violinista e compositore belga († 1836)
- 4 maggio - José Rondeau, militare e politico argentino († 1844)
- 5 maggio - Johann Christoph Friedrich Klug, entomologo tedesco († 1856)
- 5 maggio - Pablo Morillo, generale spagnolo († 1837)
- 9 maggio - Jacob Brown, generale statunitense († 1828)
- 10 maggio - Antoine Charles Louis de Lasalle, generale francese († 1809)
- 10 maggio - William Phillips, geologo britannico († 1828)
- 19 maggio - Antonín Jan Jungmann, educatore e medico ceco († 1854)
- 20 maggio - Therese von Sternbach, austriaca († 1829)
- 21 maggio - Luciano Bonaparte, politico e nobile francese († 1840)
- 22 maggio - David Winspeare, avvocato, giurista e filosofo italiano († 1847)
- 24 maggio - Matthew Whitworth-Aylmer, V barone Aylmer, militare inglese († 1850)
- 25 maggio - Pelagio Palagi, architetto e scultore italiano († 1860)
- 25 maggio - Rana Bahadur Shah, re nepalese († 1806)
- 27 maggio - Giuseppe Maffei, religioso e storico della letteratura italiano († 1858)
- 28 maggio - Bernardino Piceller, pittore austriaco († 1853)
- 30 maggio - József Kopácsy, arcivescovo cattolico ungherese († 1847)

## Giugno(10)
- 9 giugno - Georg Friedrich Grotefend, linguista e orientalista tedesco († 1853)
- 10 giugno - James Barbour, politico statunitense († 1842)
- 11 giugno - Simone Elia, architetto italiano († 1828)
- 12 giugno - Karl von Müffling, generale prussiano († 1851)
- 13 giugno - Antoni Radziwiłł, nobile, musicista e politico polacco († 1833)
- 15 giugno - Carlo Porta, poeta italiano († 1821)
- 22 giugno - Johannes Flüggé, botanico tedesco († 1816)
- 22 giugno - Camillo Ranzani, naturalista italiano († 1841)
- 27 giugno - William Archibald Cadell, matematico e scrittore scozzese († 1855)
- 30 giugno - William Thompson, filosofo irlandese († 1833)

## Luglio(17)
- 3 luglio - Antonio Filippo di Borbone-Orléans, principe francese († 1807)
- 5 luglio - Luigi Reggianini, vescovo cattolico italiano († 1847)
- 7 luglio - Pavel Petrovič Palen, generale russo († 1834)
- 9 luglio - Matthew Gregory Lewis, romanziere e drammaturgo britannico († 1818)
- 19 luglio - Camillo II Borghese, nobile italiano († 1832)
- 20 luglio - Antoine Simon Durrieu, generale e politico francese († 1862)
- 21 luglio - Maurizio del Liechtenstein, generale austriaco († 1819)
- 21 luglio - George Osborne, VI duca di Leeds, politico inglese († 1838)
- 22 luglio - Gaspard de Prony, ingegnere, matematico e musicologo francese († 1839)
- 23 luglio - Étienne-Louis Malus, fisico, ingegnere e matematico francese († 1812)
- 24 luglio - Elisabetta Tëmkina, nobildonna russa († 1854)
- 24 luglio - Eugène-François Vidocq, investigatore e criminale francese († 1857)
- 25 luglio - Anna Harrison, first lady statunitense († 1864)
- 27 luglio - Therese Brunsvik, nobile e filantropa ungherese († 1861)
- 28 luglio - Giovanni Patrizi Naro Montoro, VIII marchese di Montoro, nobile, militare e politico italiano († 1818)
- 28 luglio - Hussey Vivian, I barone Vivian, generale britannico († 1842)
- 30 luglio - Emmanuel Dupaty, giornalista, drammaturgo e librettista francese († 1851)

## Agosto(14)
- 2 agosto - William Henry Ireland, scrittore britannico († 1835)
- 6 agosto - Daniel O'Connell, politico e avvocato irlandese († 1847)
- 7 agosto - Maria Brizzi Giorgi, compositrice, organista e pianista italiana († 1812)
- 7 agosto - Henriette Lorimier, pittrice francese († 1854)
- 12 agosto - Conrad Malte-Brun, geografo danese († 1826)
- 15 agosto - Carl Franz Anton Ritter von Schreibers, naturalista, zoologo e botanico austriaco († 1852)
- 15 agosto - Ana María de Soto, militare spagnola († 1833)
- 18 agosto - Giovanni Battista Sartori, vescovo cattolico e abate italiano († 1858)
- 20 agosto - George Tucker, politico e storico statunitense († 1861)
- 22 agosto - August von Vécsey, militare austriaco († 1857)
- 27 agosto - Jan Verveer, generale olandese († 1838)
- 28 agosto - Massimiliano Angelelli, scrittore italiano († 1853)
- 28 agosto - Antonio Bertoletti, generale italiano († 1846)
- 30 agosto - Giuseppe Furlanetto, lessicografo, filologo e epigrafista italiano († 1848)

## Settembre(18)
- 1º settembre - Honoré Charles Reille, generale francese († 1860)
- 2 settembre - Juan Martín Díez, generale spagnolo († 1825)
- 5 settembre - Francesco Cempini, avvocato e politico italiano († 1853)
- 5 settembre - Adolph Ferdinand Gehlen, chimico tedesco († 1815)
- 8 settembre - Vasilij Vasil'evič Orlov-Denisov, generale russo († 1843)
- 9 settembre - Francisco Ramón Vicuña, politico cileno († 1849)
- 10 settembre - Giovanni Antonio Grassi, gesuita italiano († 1849)
- 10 settembre - Nicolás Herrera, politico e giurista uruguaiano († 1833)
- 10 settembre - Giovanni Pietro Aurelio Mutti, patriarca cattolico italiano († 1857)
- 13 settembre - Laura Secord, patriota canadese († 1868)
- 16 settembre - Giuseppe Rosaroll, generale, patriota e saggista italiano († 1825)
- 16 settembre - Christian Friedrich Schwägrichen, botanico tedesco († 1853)
- 19 settembre - José Félix Ribas, militare e patriota venezuelano († 1815)
- 20 settembre - François-Pierre Chaumeton, farmacista, botanico e medico francese († 1819)
- 22 settembre - Mariano Bianco, arcivescovo cattolico italiano († 1851)
- 26 settembre - Paolo Emilio Barberi, pittore e architetto italiano († 1847)
- 26 settembre - James Grimston, I conte di Verulam, nobile e politico inglese († 1845)
- 29 settembre - Herbert Taylor, ufficiale inglese († 1839)

## Ottobre(20)
- 1º ottobre - Giacomo De Vincentiis, arcivescovo cattolico italiano († 1866)
- 1º ottobre - Mario Giannuzzi, militare e politico italiano († 1849)
- 6 ottobre - Johann Anton André, editore e compositore tedesco († 1842)
- 7 ottobre - Denis Pack, generale britannico († 1823)
- 7 ottobre - Ramón Power y Giralt, politico e militare portoricano († 1813)
- 10 ottobre - Franz Raffl, italiano († 1830)
- 11 ottobre - William Smith, navigatore e esploratore britannico († 1847)
- 12 ottobre - Ludovico Micara, cardinale italiano († 1847)
- 12 ottobre - Alessandro Saluzzo di Monesiglio, militare e politico italiano († 1851)
- 13 ottobre - John Wentworth Loring, ammiraglio britannico († 1852)
- 15 ottobre - Giuseppe Chiarini, fantino italiano († 1825)
- 15 ottobre - Bernhard Henrik Crusell, compositore, clarinettista e traduttore finlandese († 1838)
- 15 ottobre - Alberto Lista, poeta, matematico e giornalista spagnolo († 1848)
- 18 ottobre - John Vanderlyn, pittore statunitense († 1852)
- 21 ottobre - Giuseppe Baini, compositore e musicologo italiano († 1844)
- 23 ottobre - Girolamo Gavi, vescovo cattolico italiano († 1869)
- 23 ottobre - Gottlob Friedrich Thormeyer, architetto tedesco († 1842)
- 24 ottobre - Bahadur Shah II, imperatore indiano († 1862)
- 26 ottobre - Hans Moritz von Hauke, militare tedesco († 1830)
- 28 ottobre - José Rebolledo de Palafox, generale spagnolo († 1847)

## Novembre(18)
- 4 novembre - Pierre Capelle, librettista e scrittore francese († 1851)
- 8 novembre - Federico III Fagnani, V marchese di Gerenzano, nobile, scrittore e politico italiano († 1840)
- 8 novembre - Agostino Maria Molin, religioso e insegnante italiano († 1840)
- 8 novembre - Jacob Peter Mynster, teologo e vescovo luterano danese († 1854)
- 10 novembre - Luigi Boschetti, avvocato italiano († 1855)
- 11 novembre - Jean Guillaume Audinet-Serville, entomologo francese († 1858)
- 11 novembre - Sof'ja Vladimirovna Golicyna, nobildonna russa († 1845)
- 11 novembre - Martín de Alzaga, politico spagnolo († 1812)
- 13 novembre - Rémi Joseph Isidore Exelmans, generale francese († 1852)
- 14 novembre - Paul Johann Anselm Ritter von Feuerbach, giurista tedesco († 1833)
- 15 novembre - Alberto Nota, commediografo, bibliotecario e magistrato italiano († 1847)
- 16 novembre - Enrico Seyssel d'Aix, politico italiano († 1843)
- 18 novembre - Achille Fontanelli, nobile, generale e politico italiano († 1838)
- 19 novembre - Johann Karl Wilhelm Illiger, biologo e zoologo tedesco († 1813)
- 21 novembre - Josef Servas d'Outrepont, ginecologo tedesco († 1845)
- 21 novembre - Johann Heinrich Walch, compositore tedesco († 1855)
- 25 novembre - Jean-Baptiste Godart, entomologo francese († 1825)
- 25 novembre - Charles Kemble, attore teatrale e impresario teatrale inglese († 1854)

## Dicembre(21)
- 2 dicembre - Joseph-Denis Odevaere, pittore fiammingo († 1830)
- 3 dicembre - Jane Porter, scrittrice inglese († 1850)
- 6 dicembre - Nicolas Isouard, compositore francese († 1818)
- 7 dicembre - Enrico Milliet di Faverges, generale e nobile italiano († 1839)
- 9 dicembre - Nicola Intonti, politico italiano († 1839)
- 9 dicembre - Mariano Pichelli, monaco cristiano e abate italiano († 1854)
- 10 dicembre - Giacomo Filippo Fransoni, cardinale e arcivescovo cattolico italiano († 1856)
- 10 dicembre - Giuseppe Maria Roberti di Castelvero, politico e militare italiano († 1844)
- 14 dicembre - Thomas Cochrane, ammiraglio e politico britannico († 1860)
- 15 dicembre - François-Adrien Boieldieu, compositore francese († 1834)
- 16 dicembre - Jane Austen, scrittrice britannica († 1817)
- 16 dicembre - Papa Ciro, presbitero e brigante italiano († 1818)
- 17 dicembre - François Marius Granet, pittore francese († 1849)
- 22 dicembre - Bernhard Friedrich Thibaut, matematico tedesco († 1832)
- 23 dicembre - Angelo Pizzi, scultore italiano († 1819)
- 24 dicembre - Stefano Scerra, arcivescovo cattolico italiano († 1859)
- 25 dicembre - Gustav Heinrich von Braun, generale e politico prussiano († 1859)
- 25 dicembre - Antonio Sorgo, compositore, diplomatico e scrittore dalmata († 1841)
- 27 dicembre - Pëtr Andreevič Kikin, militare, filantropo e nobile russo († 1834)
- 27 dicembre - Aleksandr Nikolaevič Saltykov, nobile e politico russo († 1837)
- 29 dicembre - Carlo Rossi, architetto e urbanista italiano († 1849)

## Senza giorno specificato(40)
- Daniele Alberti, attore teatrale italiano
- Artemio di Alessandria, arcivescovo ortodosso greco († 1858)
- Adolfo Bassi, compositore e tenore italiano († 1855)
- Christian Samuel Theodor Bernd, storico tedesco († 1854)
- Giovanni Carlo Bevilacqua, pittore italiano († 1849)
- Stefan Bogoridi, nobile ottomano († 1859)
- Andrea Bolognesi, compositore e musicista italiano († 1834)
- Felix Booth, imprenditore britannico († 1850)
- Ching Shih, pirata cinese († 1844)
- Cirillo VII di Costantinopoli, arcivescovo ortodosso greco († 1872)
- Carlo Donegani, ingegnere italiano († 1845)
- Louis Ducis, pittore francese († 1847)
- Serafino Gentili, tenore italiano († 1835)
- George Prideaux Robert Harris, naturalista australiano († 1810)
- Jean Baptiste Henraux, militare belga († 1843)
- William Henry, chimico inglese († 1836)
- Joseph Huntley, imprenditore inglese († 1857)
- Franz Jaschke, pittore austriaco († 1842)
- Antonio Katsantonis, patriota e militare greco († 1808)
- Ahmadu Lobbo, religioso maliano († 1845)
- Karl Meisl, drammaturgo austriaco († 1853)
- Luigi Mosca, compositore italiano († 1824)
- Antonio Nava, chitarrista e compositore italiano († 1826)
- Petar Nikolajević Moler, politico serbo († 1816)
- François Péron, naturalista e esploratore francese († 1810)
- Hugh Pigot, ammiraglio britannico († 1857)
- Francesco Puttinati, scultore e incisore italiano († 1848)
- Felice Alessandro Radicati, violinista e compositore italiano († 1820)
- Ádám Récsey, generale e politico ungherese († 1852)
- Ramsay Richard Reinagle, pittore inglese († 1862)
- Nicolás Rodríguez Peña, politico argentino († 1853)
- Henri-Joseph Rutxhiel, scultore belga († 1837)
- Luigi Sementini, chimico e medico italiano († 1847)
- William Stewart Rose, poeta e traduttore inglese († 1843)
- Bhimsen Thapa, politico nepalese († 1839)
- Domenico Tuoc, presbitero vietnamita († 1839)
- Francesco Vaccari, violinista e compositore italiano († 1824)
- Antonio Verico, incisore italiano
- Antonio Villa, patriota italiano († 1826)
- Johann Jakob Wagner, filosofo tedesco († 1841)